# Бетті Бу
Елісон Мойра Кларксон (англ. Alison Moira Clarkson, нар. 6 березня 1970, Кенсінгтон, Лондон, Англія), більш відома як Бетті Бу (англ. Betty Boo), — англійська співачка, автор пісень і репер. Вперше вона стала популярною наприкінці 1980-х після співпраці з Beatmasters над піснею «Hey DJ/I Can't Dance (To Music You're Playing)». Між 1990 і 1992 вона мала успішну сольну кар'єру, яка породила низку синглів, які потрапили в чарти, зокрема «Doin' the Do», «Where Are You Baby?» і «Let Me Take You There».

## Кар'єра

### 1987—1999: Бетті Бу
Кларксон вивчала звукорежисуру в Школі аудіотехніки Холловея до того, як у 1989—1992 отримала серію хітів. Спочатку вона отримала прізвисько «Бетті Буп» за схожість із персонажем мультфільму, але змінила його, щоб уникнути суперечок щодо торгових марок. Змішаного дусунського та шотландського походження вона мала незвичайний, вражаючий вигляд, схожий на Емму Піл, Бетті Бу вдягалася в помірно відкриті наряди і виявилася впливовою фігурою в світі поп-музики, чиє «насмілива, потужна музика та образ запустили тисячі емуляторів». Пишучи для The Guardian у серпні 1990 року, Люсі О'Брайен зазначила різницю між «тихою» Кларксон та її «милим крутим» альтер-его поп-зірки, описавши останнє як «мультяшну комбінацію Бетті Буп, Барбарелли та Бака Роджерса».
Ще в школі Бу розпочала свою музичну кар'єру в таких хіп-хоп групах, як Hit 'N' Run і She Rockers, остання з яких підписала контракт з британським незалежним лейблом Music of Life. Успіх She Rockers привів її до Нью-Йорка, де вона почала працювати з Public Enemy, який спонукав її до сольної кар'єри. Коментуючи свій час, проведений у підтримці гурту Public Enemy під час туру по США, а також роботу з Професором Гріфом в студії при записі пісні «Give It A Rest», Бетті Бу виявила, що все відбувалося не так, як вона очікувала: «Вони виробляли наш сингл, і я думала, що він звучатиме, як їхнє, але це зовсім не було так. І деяка частина публіки була ворожо налаштована до нас. Вони нічого не кидали, ні, але вони хотіли побачити Public Enemy, і вони просто не цікавилися нами».
Її великий прорив стався, коли вона з'явилася, як запрошена вокалістка у 1989 році номер 7 британського хіта «Hey DJ — I Can't Dance (To Music You're Playing)» The Beatmasters, який був включений в оригінальній формі в їхньому альбомі Anywayawanna. Пішов перший сольний сингл Бу «Doin' The Do», який у 1990 році також посів сьоме місце у Великій Британії, продавши 200 000 копій і досягнувши першого місця в танцювальному чарті Billboard у Сполучених Штатах. Через рік пісня була використана як головна мелодія для відеогри Magic Pockets від Bitmap Brothers. Boomania, її дебютний альбом, який отримав платиновий тираж, був здебільшого написаний власними силами та спродюсований у її спальні. Її другий сольний сингл «Where Are You Baby?», який досяг третього місця в серпні 1990 року, є її найбільшим сольним хітом на сьогодні. «24 години» був третім і останнім синглом, виданим Boomania, і, хоча він був хітом, він був меншим, ніж попередні релізи, зупинившись на 25 місці в грудні 1990 року. Її початковий успіх був посилений на церемонії нагородження BRIT Awards у 1991 році, де вона була визнана найкращою британською виконавицею того року. У 1991 році її «Why, Oh Why?» Любовна балада в стилі 1950-х років, яка увійшла в саундтрек до американського фільму «Лють у Гарлемі».
Її кар'єра зазнала краху, коли в липні 1991 року, під час туру по Австралії, виявилося, що Бетті Бу використовує ліпсинк (мімікування рухів губ під записану музику), а не виступає живо на концерті. Клуб 21st Century Dance в місті Френкстон, Австралія, отримав «сотні скарг» після її виступу, під час якого Бетті Бу втекла з сцени після того, як випала мікрофон, викриваючи тим самим, що вона використовувала записаний фоновий супровід. Інцидент широко висвітлювався в ЗМІ, і Бетті Бу скасувала залишок свого туру, посилаючись на грип та лихоманку.
У 1992 році Бу повернулася з новою угодою про звукозапис, підписавши контракт з WEA. Її наступний альбом GRRR! It's Betty Boo, яка зазнала дуже невтішних продажів у Великобританії, досягнувши 62 місця. Тим не менш, він породив ще один британський хіт під назвою «Let Me Take You There», який досяг 12 місця в серпні 1992 року. Наступний сингл, «I'm on My Way», містив музичну цитату з «Lady Madonna» The Beatles, яка, як незвично, не була зразком — духовий риф пісні було відтворено за допомогою всіх оригінальних програвачів. Однак сингл погано продавався і у жовтні 1992 року потрапив у чарт під номером 44. Її наступний сингл, «Hangover», став ще гіршим, ледве потрапивши до топ-50 після випуску в квітні 1993 року. Після випуску GRRR!, Кларксон відхилив пропозицію підписати контракт з Maverick Records Мадонни, і в 1999 році альбом-компіляція Best Of — фактично розширена версія Boomania з додатковими реміксами та іншим порядком виконання — був випущений і продавався досить добре.

### 2006: Вігвам
У 2006 році Кларксон створив поп-дует під назвою WigWam з Алексом Джеймсом, басистом групи Blur. Разом вони працювали з музичним продюсером Беном Хіллієром і колишніми співавторами Boo The Beatmasters. Незважаючи на роботу над створенням «альбому експериментальної, але доступної поп-музики 21-го століття», в результаті їхнього музичного партнерства вийшов лише один сингл, однойменний «WigWam», випущений 3 квітня 2006 року на Instant Karma Records.

### 2007: Коллаборація з Джеком Роккою
У серпні 2007 року вона випустила новий сингл під назвою «Take Off». Пісня, яка була представлена в танцювально-орієнтованих шоу BBC Radio 1, була спільним проектом з лондонським танцювальним колективом Джеком Роккою, і тому вона набагато більше орієнтована на танці, ніж її попередні роботи. У 2007 році вона виконала цю співпрацю під час живого виступу на Манчестерському прайді разом із деякими іншими своїми піснями. У відео відроджено фірмовий образ Бетті Бу, а також присутні «Бустери» — танцюристи Бетті Бу, які завжди з'являються з ідентичними волоссям та одягом, а також спіраль Бетті Бу. 16 жовтня 2007 року Кларксон з'явилася в програмі ITV Loose Women для реклами синглу, а також брала інтерв'ю в програмі BBC Three The Most Annoying Pop Songs… шоу, передаючи коментарі до кількох пісень, які увійшли до списку Топ-100.

### 2009: Коханка Англії: Ганебне життя Емми Гамільтон
У липні 2009 року історик Кейт Вільямс повідомила на BBC Radio 4 's Broadcasting House, що вона працює з Кларксоном над створенням музичної версії біографії Вільямса England's Mistress: The Infamous Life of Emma Hamilton.

### 2011: Відчуття
У червні 2011 року Кларксон виступила як Бетті Бу (і вказана) у треку «Virtually Art» групи The Feeling на подвійному альбомі їх релізу 2011 року Together We Were Made (диск 2, трек 2).

### 2014: Penn Festival і Let's Rock
У липні 2014 року Бетті Бу виступала на сцені Пенсійського фестивалю, а в 2021 році її було оголошено одним із артистів, які виступатимуть у складі фестивалю ретро-музики Let's Rock у різні дати по всій Великобританії.

### 2022: Повернення
10 січня 2022 року артистка анонсувала вихід синглу «Get Me to the Weekend». Другий сингл «Shining Star» вийшов 12 травня 2022 року. Її перший альбом за 30 років, Boomerang, вийшов 14 жовтня 2022 року.

## Автор пісень
Після того, як її сольна кар'єра фактично завершилася через термінальний рак матері в початкових 1990-х, Кларксон звернулася до написання пісень за запитом Кріса Герберта, який на той момент формував нову групу із виключно жіночим складом. Герберт попросив її долучитися до проекту після того, як розкрив, що вона була його натхненням при формуванні одного з його попередніх проектів, Spice Girls: «Він розповів мені, що під час відбору до Spice Girls вони шукали п'ятьох Бетті Бу — казкових персонажів надзвичайних розмірів. Він попросив мене приєднатися до іншого гурту, який він формував, Girl Thing, оскільки він хотів цей характерний звук Бетті Бу, трошки хіп-хопу».
Після цього Кларксон продовжила спільно написувати кілька пісень для Girl Thing, включаючи «Pure and Simple». Хоча відділ A&R групи, Саймон Кауелл, спочатку відхилив її пісню, вона була включена до японського видання дебютного альбому Girl Thing, який вийшов у 2001 році. Пісня стала великим, рекордним хітом, коли її перезаписали та випустили як дебютний сингл групи Hear'Say — переможців реаліті-шоу «Popstars» — в березні того ж року. Коментуючи випуск, Кларксон сказала: «Аранжування, яке вони використовували, було майже ідентичним. Я ніколи не зустрічала гурт. Це трошки розчарувало». Пісня отримала премію Ivor Novello за найбільший продаж синглу 2001 року, але, незважаючи на відновлений успіх в написанні пісень для інших артистів, Кларксон не цінила виробничий процес поп-музики, який виникав через відбір та виготовлення пісень на конкурсній основі.
Ця ідея відбіркових поп-зірок просто не існувала, коли я була активною, або принаймні я про неї не знала. Я прийшла зі світу хіп-хопу, робила дуже авторитетну андеграундову музику. Як поп-артистка, у мене був свій власний образ. Я допомагала режисерам з відео, дуже тісно співпрацювала з художником-дизайнером над обкладинками та іншими речами. Це абсолютно інше зараз… «Popstars» — це цілковито те, що я не можу терпіти в поп-музиці. Мені не подобається ідея того, що людей проймають відбором для входження до поп-гурту. Вони можуть так само працювати на круїзному лайнері. Поп-музика не буде розвиватися, якщо буде продовжуватися в такий спосіб. Я думаю, «Popstars» показало, як формується поп-гурт. Це повинно повністю припинитися. Навіть якщо «Pure and Simple» була успішною піснею, я не така палка до неї. Я більше палка до того, що саме програма може змінити уявлення людей про поп-музику.
Кларксон також написала пісні для Girls Aloud (возз'єдналися з Beatmasters), Луїзи Нурдінг, Денні Міноуг, The Tweenies і для четвертого студійного альбому Софі Елліс-Бекстор.

## Дискографія

### Студійні альбоми
| Назва                | Деталі альбому                                     | Пікові позиції у чартах | Пікові позиції у чартах | Пікові позиції у чартах | Пікові позиції у чартах | Пікові позиції у чартах | Сертифікації    |
| Назва                | Деталі альбому                                     | UK                      | AUS                     | GER                     | NED                     | NZ                      | Сертифікації    |
| -------------------- | -------------------------------------------------- | ----------------------- | ----------------------- | ----------------------- | ----------------------- | ----------------------- | --------------- |
| Boomania             | - Реліз: вересень 1990 - Лейбл: Rhythm King        | 4                       | 68                      | —                       | 88                      | 25                      | - BPI: Platinum |
| GRRR! It's Betty Boo | - Реліз: жовтень 1992 - Лейбл: WEA International   | 62                      | —                       | 97                      | —                       | —                       |                 |
| Boomerang            | - Реліз: 14 жовтня 2022 - Лейбл: Betty Boo Records | 45                      | —                       | —                       | —                       | —                       |                 |

### Збірки
| Назва                               | Деталі альбому                     |
| ----------------------------------- | ---------------------------------- |
| Doin' the Do: The Best of Betty Boo | - Реліз: 1999 - Лейбл: BMG, Camden |

### Відеоальбоми
| Назва                      | Деталі альбому                            |
| -------------------------- | ----------------------------------------- |
| Boomania — The Boomin Vids | - Реліз: 1990 - Лейбл: Virgin Music Video |

### Сингли
| Рік                                                                              | Назва                                                                                         | Пікові позиції у чартах | Пікові позиції у чартах | Пікові позиції у чартах | Пікові позиції у чартах | Пікові позиції у чартах | Пікові позиції у чартах | Пікові позиції у чартах | Пікові позиції у чартах | Пікові позиції у чартах | Пікові позиції у чартах | Пікові позиції у чартах | Сертифікації  | Альбом               |
| Рік                                                                              | Назва                                                                                         | UK                      | AUS                     | BEL (FL)                | GER                     | IRE                     | NED                     | NZ                      | SWE                     | SWI                     | US                      | US Dance                | Сертифікації  | Альбом               |
| -------------------------------------------------------------------------------- | --------------------------------------------------------------------------------------------- | ----------------------- | ----------------------- | ----------------------- | ----------------------- | ----------------------- | ----------------------- | ----------------------- | ----------------------- | ----------------------- | ----------------------- | ----------------------- | ------------- | -------------------- |
| 1989                                                                             | «Hey DJ / I Can't Dance (To That Music You're Playing)» (The Beatmasters featuring Betty Boo) | 7                       | 88                      | 35                      | 93                      | 17                      | 14                      | 10                      | —                       | —                       | —                       | 8                       |               | Boomania             |
| 1990                                                                             | «Doin' the Do»                                                                                | 7                       | 3                       | 8                       | —                       | 9                       | 9                       | 4                       | —                       | —                       | 90                      | 1                       | - ARIA: Gold  | Boomania             |
| 1990                                                                             | «Where Are You Baby?»                                                                         | 3                       | 19                      | —                       | 29                      | 6                       | 16                      | 11                      | —                       | 13                      | —                       | —                       | - BPI: Silver | Boomania             |
| 1990                                                                             | «24 Hours»                                                                                    | 25                      | 94                      | —                       | 32                      | 17                      | 74                      | —                       | —                       | 10                      | —                       | —                       |               | Boomania             |
| 1992                                                                             | «Let Me Take You There»                                                                       | 12                      | 97                      | —                       | 50                      | 13                      | 61                      | —                       | 38                      | 18                      | —                       | —                       |               | GRRR! It's Betty Boo |
| 1992                                                                             | «I'm on My Way»                                                                               | 44                      | —                       | —                       | —                       | —                       | —                       | —                       | —                       | —                       | —                       | —                       |               | GRRR! It's Betty Boo |
| 1992                                                                             | «Thing Goin' On» (US only)                                                                    | Н/Д                     | Н/Д                     | Н/Д                     | Н/Д                     | Н/Д                     | Н/Д                     | Н/Д                     | Н/Д                     | Н/Д                     | —                       | 5                       |               | GRRR! It's Betty Boo |
| 1993                                                                             | «Hangover»                                                                                    | 50                      | —                       | —                       | —                       | —                       | —                       | —                       | —                       | —                       | —                       | —                       |               | GRRR! It's Betty Boo |
| 1993                                                                             | «Catch Me» (US only)                                                                          | Н/Д                     | Н/Д                     | Н/Д                     | Н/Д                     | Н/Д                     | Н/Д                     | Н/Д                     | Н/Д                     | Н/Д                     | —                       | 14                      |               | GRRR! It's Betty Boo |
| 2007                                                                             | «Take Off» (Jack Rokka vs Betty Boo)                                                          | 92                      | —                       | —                       | —                       | —                       | —                       | —                       | —                       | —                       | —                       | —                       |               | Сингл без альбому    |
| 2022                                                                             | «Get Me to the Weekend»                                                                       | –                       | —                       | —                       | —                       | —                       | —                       | —                       | —                       | —                       | —                       | —                       |               | Boomerang            |
| 2022                                                                             | «Shining Star»                                                                                | –                       | —                       | —                       | —                       | —                       | —                       | —                       | —                       | —                       | —                       | —                       |               | Boomerang            |
| 2022                                                                             | «Boomerang»                                                                                   | –                       | —                       | —                       | —                       | —                       | —                       | —                       | —                       | —                       | —                       | —                       |               | Boomerang            |
| 2022                                                                             | «Right By Your Side»(featuring David Gray)                                                    | –                       | —                       | —                       | —                       | —                       | —                       | —                       | —                       | —                       | —                       | —                       |               | Boomerang            |
| 2022                                                                             | «Miracle» (featuring Chuck D)                                                                 | –                       | —                       | —                       | —                       | —                       | —                       | —                       | —                       | —                       | —                       | —                       |               | Boomerang            |
| «—» релізи, що не потрапили у чарти або не були випущені у відповідних регіонах. |                                                                                               |                         |                         |                         |                         |                         |                         |                         |                         |                         |                         |                         |               |                      |

## Нагороди та номінації
| Нагорода            | Рік  | Номінант              | Категорія                  | Результат | Прим.  |
| ------------------- | ---- | --------------------- | -------------------------- | --------- | ------ |
| Brit Awards         | 1991 | Бетту Бу              | British Breakthrough Act   | Перемога  | [ 39 ] |
| Brit Awards         | 1991 | Бетту Бу              | British Female Solo Artist | Номінація | [ 39 ] |
| Brit Awards         | 1991 | «Where Are You Baby?» | British Video of the Year  | Номінація | [ 39 ] |
| Ivor Novello Awards | 2002 | «Pure and Simple»     | Best Selling UK Single     | Перемога  | [ 40 ] |
| NME Awards          | 1991 | Бетті Бу              | Object Of Desire           | Перемога  | [ 41 ] |